# Koraće
Koraće (en serbe cyrillique : Кораће) est une localité de Bosnie-Herzégovine. Elle est située dans la municipalité de Brod et dans la république serbe de Bosnie. Selon les premiers résultats du recensement bosnien de 2013, elle compte 1 329 habitants.

## Démographie

### Évolution historique de la population dans la localité
| 1948  | 1953 | 1961  | 1971  | 1981  | 1991  | 2013  |
| ----- | ---- | ----- | ----- | ----- | ----- | ----- |
| 1 869 | -    | 1 821 | 1 879 | 1 940 | 2 022 | 1 329 |

|  |

### Communauté locale
En 1991, la communauté locale de Koraće comptait 2 614 habitants, répartis de la manière suivante :